# Лох (географія)

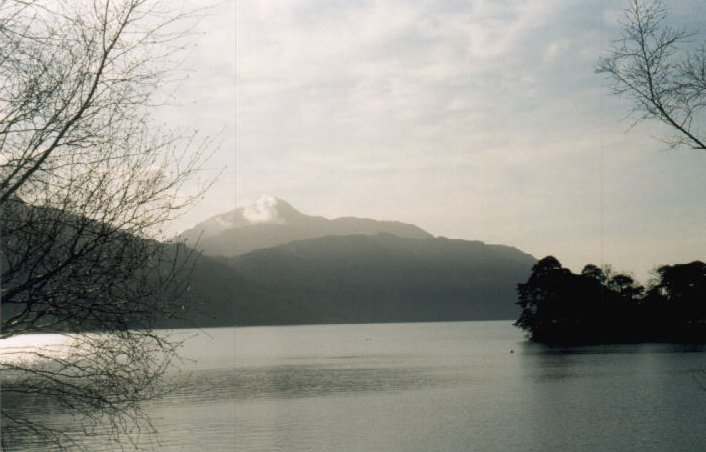
Вид на Лох-Ломонд, поблизу Бен-Ломенду.

Лох (шотл. гел. Loch, ірл. Lough) — відома приставка (слово) в шотландській гельській і ірландській мовах, яку застосовують здебільшого в назвах прісних озер і глибоких морських заток (рідше — у назвах фіордів, естуаріїв, проток, лиманів).
Багато озер з приставкою «лох» розташовані в Шотландії та Ірландії, декілька на Гаваях поблизу Перл-Гарбор. Мабуть, найвідоміше з подібних озер — озеро Лох-Несс, хоча є й інші приклади великих озер, як-от Лох-Ломонд чи Лох-Морар.
Приклади морських озер в Шотландії з приставкою «лох»: Лох-Лонг, Лох-Файн, Лох-Лінні, Лох-Ерібол, Лох-Тристан, Трислох.

## Походження назви
Лох — слово гельського походження. Воно застосовується у назвах більшості озер в Шотландії, у багатьох назвах лиманів та інших водоймищ на заході й півночі Шотландії. Слово індоєвропейського походження, споріднене з латинським lacus («озеро» українською).

## Використання «лох» за межами Шотландії та Ірландії
У Балтиморі, штат Меріленд, розташоване водосховище Лох-Рейвен.
У Східному Фолкленді на Фолклендських островах розташовується фіорд Брентон-Лох.
Деякі озера з приставкою лох розташовані на південному узбережжі основного гавайського озера Оаху, де розміщені ВМС Сполучених Штатів.